# Phosphoglucomutase
La phosphoglucomutase (PGM) est une isomérase qui catalyse la réaction :
α-D-glucose-1-phosphate  {\displaystyle \rightleftharpoons }  α-D-glucose-6-phosphate.
Comme toutes les mutases, son action ne consiste qu'à déplacer un groupe fonctionnel, ici un groupe phosphate, entre deux atomes de carbone d'une même molécule. La PGM agit avec un cofacteur, le glucose-1,6-bisphosphate, qui sert à phosphoryler un résidu de sérine sur le site actif de l'enzyme.
Il existe plusieurs isoformes de phosphoglucomutases, appelées phosphoglucomutase 1 (gène PGM1), phosphoglucomutase 2 (gène PGM2), phosphoglucomutase 3 (gène PGM3), avec des affinités légèrement différentes avec les substrats. 